# Paniek op de Prairie
 Paniek op de Prairie (originele titel  Home on the Range) is een Amerikaanse animatiefilm van Walt Disney Pictures, uitgebracht in 2004. De originele titel van de film is een referentie naar het lied Home on the Range. Het is de 45e animatiefilm van Disney.
Onder anderen Roseanne Barr, Judi Dench, Jennifer Tilly, Steve Buscemi, G.W. Bailey, Cuba Gooding jr., Estelle Harris en Randy Quaid spraken een stem in voor de film.

## Verhaal
De film speelt zich af in het Amerikaanse Wilde Westen. Nadat veedief Alameda Slim zijn slag slaat op de Dixon Ranch, blijft enkel de koe Maggie nog over. Dixon verkoopt haar aan Pearl, een oudere dame die een kleine boerderij runt, Patch of Heaven genaamd.
Pearl heeft echter nog wel een schuld van 750 dollar uitstaan bij de bank. Als ze die niet binnen drie dagen betaalt, zal de sheriff beslag leggen op haar boerderij. Maggie hoort dit en overtuigt de andere koeien, Grace en Mrs. Caloway, om naar de stad te gaan en te proberen dit geld te verdienen met een wedstrijd op de veemarkt. Eenmaal in de stad zien ze hoe premiejager Rico een crimineel aflevert bij de sheriff en de beloning incasseert. Daarom schakelt Maggie over op een nieuw plan: er is een beloning uitgeloofd van precies 750 dollar voor de vangst van Alameda Slim en dus overtuigt ze Grace en Mrs. Caloway om Slim te vangen.
Die nacht verstoppen de drie koeien zich tussen een kudde andere koeien. Alameda Slim duikt op en men krijgt te zien hoe hij er steeds in slaagt zoveel koeien tegelijk te stelen: hij hypnotiseert ze met een jodellied. Hierdoor volgen ze hem overal. Alleen Grace is immuun voor dit lied omdat ze geen muzikaal gehoor heeft. Ze slaagt erin om Maggie en Mrs. Caloway te laten ontwaken uit hun trance, maar Slim kan ontkomen met de andere koeien.
Rico zit ook achter Slim aan en overlegt een plan met zijn mannen. Ondertussen zoekt zijn paard, Buck, contact met Maggie, Grace en Mrs. Caloway. Hij wil Slim ook vangen om zijn waarde te bewijzen. De vier ontdekken uiteindelijk Slims schuilplaats dankzij een konijn, Lucky Jack genaamd.
In de mijn horen ze Slim zijn plan opbiechten. De koeien die hij steelt, behoren allemaal toe aan mensen die een schuld bij hem hebben uitstaan. Zonder hun vee kunnen ze niet genoeg verdienen om hun schuld af te betalen, en kan hij mooi hun land opkopen wanneer hier beslag op wordt gelegd. De koeien overmeesteren Slim en vangen hem. Hij wordt echter gered door Rico, die in het geheim voor Slim blijkt te werken.
Slim gaat naar de boerderij van Pearl om deze te kopen nu er beslag op gelegd is. De koeien arriveren net op tijd om Slim te ontmaskeren als de veedief. Hij wordt gearresteerd en Pearl krijgt de beloning.

## Rolverdeling
| Personage                         | Stem                                      | Stem                                     | Stem                                                  |
| --------------------------------- | ----------------------------------------- | ---------------------------------------- | ----------------------------------------------------- |
| Maggie                            | Roseanne Barr                             | Marjolijn Touw                           | Inge Van Olmen                                        |
| Mrs. Caloway                      | Judi Dench                                | Jenny Arean                              | Ria Verschaeren                                       |
| Grace                             | Jennifer Tilly                            | Anneke Beukman                           | Anne-Mieke Ruyten                                     |
| Buck                              | Cuba Gooding jr.                          | Howard Komproe                           | Tom Van Landuyt                                       |
| Alameda Slim                      | Randy Quaid                               | Ernst Daniël Smid                        | Jos Dom                                               |
| Gebroeders Willie                 | Sam J. Levine                             | Reinder van der Naalt                    | Johan De Paepe                                        |
| Sheriff Sam Brown                 | Richard Riehle                            | Hero Muller                              | Dirk Lavrysen                                         |
| Lucky Jack                        | Charles Haid                              | Hein Boele                               | Ivan Pecnik                                           |
| Jeb, de bok                       | Joe Flaherty                              | Wim van Rooij                            | Leo Brant                                             |
| Pearl Gesner                      | Carole Cook                               | Corry van der Linden                     | Lutgarde Pairon                                       |
| Rico                              | Charles Dennis                            | Arnold Gelderman                         | Ludo Hellinx                                          |
| Wesley                            | Steve Buscemi                             | Laus Steenbeeke                          | Frank Van Erum                                        |
| Ollie, het varken                 | Charlie Dell                              | Bram Bart                                | Brecht Callewaert                                     |
| Barry & Bob, de langhoorns        | Mark Walton                               | Fred Meijer Just Meijer                  | Hans Laerenbergh Dirk Bosschaert                      |
| Junior, de buffel                 | Lance LeGault                             | Pim Koopman                              | Door Van Boeckel                                      |
| Audrey, de kip                    | Estelle Harris                            | Carolina Mout                            | Nicky Langley                                         |
| Abner                             | Dennis Weaver                             | Just Meijer                              | Jos Dom                                               |
| Rusty, de hond                    | G.W. Bailey                               | Jan Nonhof                               | Hugo Danckaert                                        |
| Ryan, Kyle & Dillon, de biggetjes | Bobby Block Keaton Savage Ross Simanteris | Jurre Wieten Bas van der Werf Joy Kramer | Vincent Vingerhoets Felix de Koninck Boris de Koninck |
| Patrick                           | Patrick Warburton                         | Just Meijer                              | Hans Laerenbergh                                      |
| Larry, de eend                    | Marshall Efron                            | Fred Meijer                              | Ludo Hellinx                                          |
| Annie                             | Ann Richards                              | Carolina Mout                            | Kitty Janssen                                         |
| Tommy                             | Roger L. Jackson                          | Hans Walther                             | ?                                                     |

## Achtergrond

### Productie
Voor uitkomst van de film maakte Disney bekend dat Paniek op de Prairie hun laatste traditioneel getekende film zou worden. Voortaan zou computeranimatie worden gebruikt. Dit plan werd echter teruggedraaid nadat Disney in 2006 Pixar Animation Studios bemachtigde. Wel is Paniek op de Prairie de laatste film van de Disneycanon die CAPS gebruikt, een systeem dat voor het eerst werd toegepast voor de Reddertjes in Kangoeroeland.
In 2000 werd de film aangekondigd onder de werktitel Sweating Bullets. De première stond aanvankelijk gepland voor november 2003, maar problemen met het verhaal en de productie schoven deze datum naar achter. Daarom werd Brother Bear (die aanvankelijk voor 2004 gepland stond) eerst uitgebracht.

### Ontvangst
De film werd matig ontvangen. Op Rotten Tomatoes scoort de film 54% aan positieve beoordelingen, en op Metacritic een 4.2/10.
De film bracht $103.951.461 op, niet genoeg om het productiebudget van $110 miljoen terug te verdienen.

### Filmmuziek
De film bevat muziek van Alan Menken en Glenn Slater, en gezongen nummers van k.d. lang, Randy Quaid, Bonnie Raitt, Tim McGraw, en The Beu Sisters.
1. (You Ain't) Home On The Range
2. Little Patch of Heaven
3. Yodel-Adle-Eedle-Idle-Oo
4. Will The Sun Ever Shine Again
5. (You Ain't) Home On The Range
6. Wherever The Trail May Lead
7. Anytime You Need A Friend
8. Cows In Town/Saloon Song
9. On The Farm
10. Bad News
11. Storm And The Aftermath
12. Cows To The Rescue
13. Buck
14. My Farm Is Saved/Little Patch of Heaven(Reprise)
15. Anytime You Need a Friend

## Prijzen en nominaties
Paniek op de Prairie werd in 2005 genomineerd voor vijf prijzen:
- Drie Annie Awards:
  - Character Design in an Animated Feature Production (Joseph C. Moshier)
  - Directing in an Animated Feature Production (Will Finn, John Sanford)
  - Storyboarding in an Animated Feature Production (Chen-Yi Chang)
- De Mexicaanse MTV Movie Award voor Favorite Voice in an Animated Film (Ely Guerra)
- De Young Artist Award voor beste familiefilm – animatie.